# Onew
Lee Jin-ki (født 14. december 1989), bedre kendt under sit kunstnernavn Onew, er en sydkoreansk sanger, skuespiller, og studievært. Han er leder af det sydkoreanske boyband SHINee.